# 希普諾夫2A72機炮
2A72 30毫米機炮（俄語：30-мм пушка 2А72，為俄罗斯国防部火箭炮兵装备总局代號），又稱：希普諾夫2A72（Шипунова 2А72）是一款由前苏联／俄罗斯KBP儀器設計廠所研製、旗下的聯合股份子公司圖拉兵工廠（Тульский машиностроительный завод им. Рябикова）所生產的單管機炮，發射30×165毫米撞擊底火型機炮炮彈。

## 設計
2A72 30毫米機炮具有雙向供彈。兩條輸彈槽分別裝填高爆曳光彈（HE-T）、穿甲曳光彈（AP-T）、脫殼穿甲彈（APDS）以及高爆破片彈（HE-Frag）。該機炮只有一種全自動射擊的射速，為不少於300發／分鐘。根據生產商的資料，攻擊輕型装甲车等地面裝甲目標的時候的有效射程為1,500公尺（1,640.42码，4,921.26英尺，0.93英里），而攻擊軟目標等的地面目標則是2,500公尺（2,734.03码，8,202.1英尺，1.55英里）。而攻擊空中目標方面則是在亞音速以下可以攻擊在高達2,000公尺（2,187.23码，6,561.68英尺，1.24英里）的低海拔目標和傾斜距離2,500公尺（2,734.03码，8,202.1英尺，1.55英里）的飛行目標。
2A72 30毫米機炮是通用武器裝備的作戰模塊Bakhcha-U的一部分；此外，這門機炮也被安裝在BMP-3、BMD-4裝步戰車、BTR-80A（GAZ-59034）、BTR-82A、BTR-90M和BRM-3K 8×8輪式装甲运兵车、BRDM-2兩棲輪式裝甲偵察車。目前，一小批的軍用載具現在已經與這門機炮一起投入服役，但亦可以安裝在其他車輛。
KBP儀器設計廠為研製2A72 30毫米機炮的設計局。該機炮和彈藥與2A42 30毫米機炮的彈藥完全標準化。据称在1990年代，中华人民共和国通过引进BMP-3的武器系统而获得该炮的技术，其国内仿制型命名為ZPT-99，現已廣泛用于中国人民解放军陆军的步兵战车和装甲运兵车。

## 彈藥
2A72發射30×165毫米撞擊底火型彈藥，在1970年代由前苏联研製，以取代過去的30毫米的機炮炮彈。其他使用這種尺寸的彈藥的武器，還包括2A38和2A42這兩款機炮，以及眾多的單管、雙管和六管型海軍和空軍機炮，同樣地被應用於各種車輛、直升機和防空用途。2A42、2A38和2A72發射撞擊底火型彈藥，而海軍和空軍機炮發射的則是電子底火型。因此，儘管機炮炮彈的大小相同，它們的彈藥底火類型不同卻使它們不能互換。
最初在前蘇聯陸基武器使用的三種基本彈藥類型為：高爆燃烧弹（簡稱：HEI）、高爆破片曳光彈（英語：High-Explosive Fragmentation Tracer，簡稱：HE-FRAG-T）和穿甲弹彈道型披帽曳光彈（英語：Armour-Piercing Ballistic Capped Tracer，簡稱：APBC-T）。後來，更出現一些次口徑穿甲彈，當今前苏联／俄罗斯以外的其他國家所生產的30×165毫米彈藥為撞擊底火式彈藥。

## 衍生型
- ABM-M30M3：Impulse-2所生產的遙控武器站，適用於烏蘭-9或不同的裝甲車輛。
- ABM-M30M3 Vikhr：另一款由Impulse-2所生產的遙控武器站。
- TRT-30：遙控武器站。[3]
- ZPT-99：中國仿製型，改進型號也應用了烏克蘭ZTM-1機炮的砲管加強結構。

## 平台
自1980年代以來，2A72機炮已搭載於下列平台上使用：
裝步戰車
- BMP-3
- BMD-4
- BTR-90M
- 蝎式裝步戰車

装甲运兵车
- BTR-80A
- BTR-82A
- BRM-3K

無人地面載具
- Bars BRShM
- 烏蘭-9（藉由ABM-M30M3）[4]
- 旋風式UGV

兩棲車輛
- BRDM-2

而中國仿製型ZPT-99機炮則搭載於：
裝步戰車
- ZBD-86A（取代原短身管73毫米口徑低壓滑膛炮）
- ZBD-97
- ZBD-03
- ZBD-04／VN11
- ZBD-08／VN12（實際上正式稱為「ZBD-04A」）
- ZBL-08／VN1
- VN17

装甲运兵车
- ZSL-92B／VN2（取代25毫米口徑機炮與88式车载高射机枪）

兩棲車輛
- ZBD-05／VN18

攻击直升机
- 直-10（可選用機頭下方機炮之一，但主要是23毫米機炮）

## 使用國

### 現在的使用國
- 俄羅斯
- 乌克兰：烏克蘭仿製型：
  - 由科學一技術情結“精密機械工廠”（MMT，Kamenetz - 波多利斯克）自2004年以來生產該機炮的彷製型。命名為ZTM-1 30毫米機炮。[5][6]2012年3月26日，該機炮獲正式採用，並且在烏克蘭軍隊服役。[7]2014年2月，該機炮也開始由“洛爾蒂”工廠（俄语：Львовский государственный завод «ЛОРТА»）生產。[8]
  - 烏克蘭裝備設計局（俄语：Конструкторское бюро «Артиллерийское вооружение»）亦生產該機炮，命名為KBA-2 30毫米機炮。[9]
- 賽普勒斯
- 印度尼西亞
- 科威特
- 斯里蘭卡
- 阿联酋
- 委內瑞拉
- 朝鮮民主主義人民共和國 用在BTR-80A上

以上多国随BMP-3引进

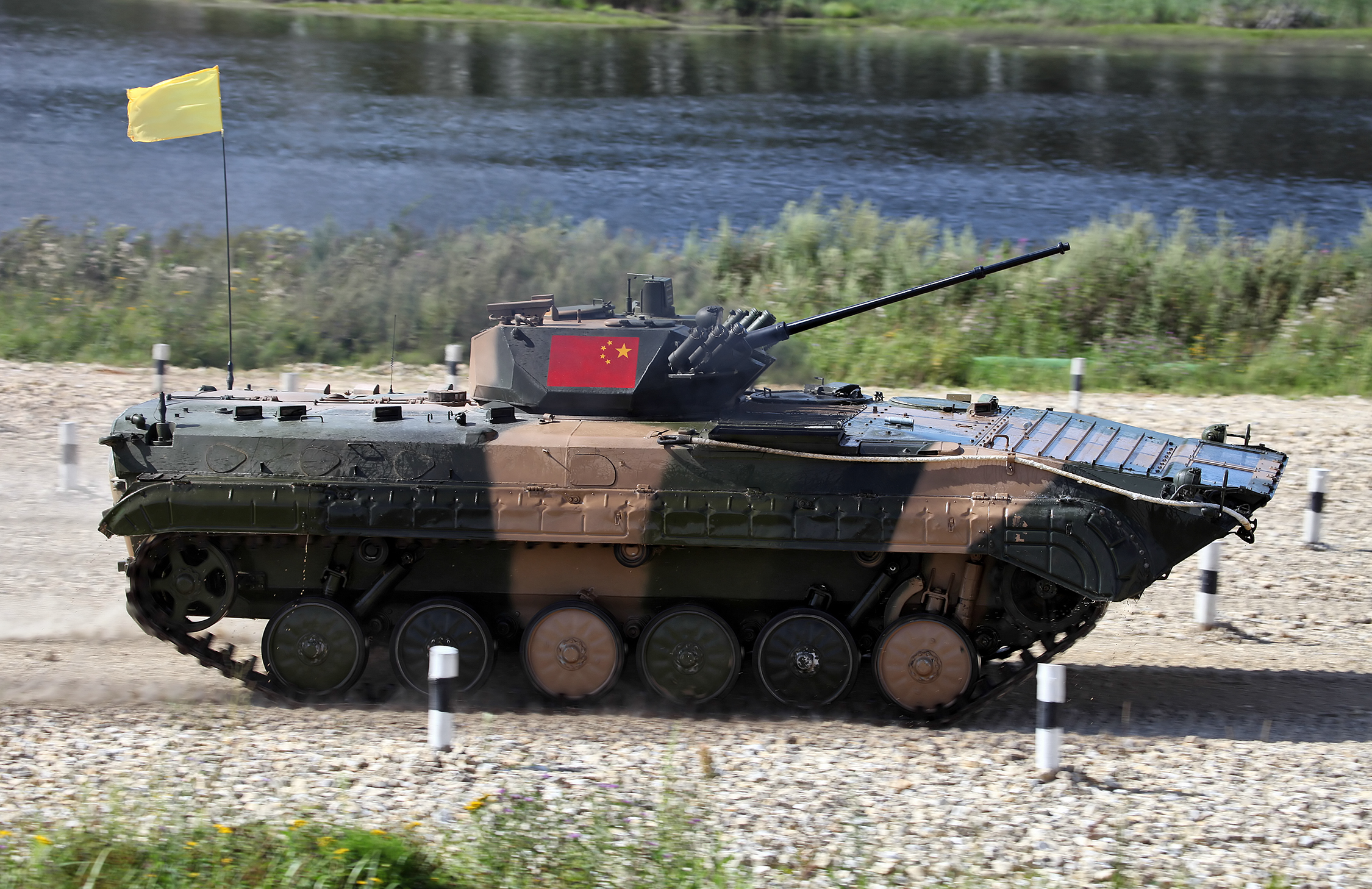
86A式步兵战车以上配备一门ZPT-99 30毫米口径机炮，原型是希普諾夫2A72。

- 中华人民共和国：1990年代，中华人民共和国也引进了BMP-3的武器系统技术，並随之引进该机炮，其国产仿制型命名為ZPT-99，现已广泛运用于中国人民解放军的步兵战车和装甲运兵车。

### 過去的使用國
- 苏联

## 資料來源
1. ↑  "Janes Ammunition Handbook 2009, Cannon - 20 to 30 mm cannon.
2. ↑  Williams, Anthony G: "An introduction to collecting 30mm cannon ammunition" 的存檔，存档日期2010-06-26.
3. ↑  . Jane's 360. （原始内容存档于2019-06-04）.
4. ↑  . Jane's 360. （原始内容存档于2019-04-20）.
5. ↑  «на ЗТМ серийно выпускаются 30-мм автоматические пушки ЗТМ-1 (аналогична по устройству и ТТХ советской пушке 2А72)»
30-мм автоматические пушки ЗТМ-1 и ЗТМ-2 （页面存档备份，存于） / Государственное предприятие «Укроборонсервис»
6. ↑  Борис Такаев. Как бы не плагиат украинской «оборонки»
7. ↑  На озброєння Збройних сил України прийнято автоматичну гармату калібру 30 мм вітчизняного виробництва / официальный сайт министерства обороны Украины от 29 марта 2012
8. ↑  ГП «Лорта» освоило производство пушки ЗТМ-1 для БТР-4 （页面存档备份，存于） // «Украина промышленная» от 23 февраля 2014
9. ↑  Автоматическая пушка калибра 30 мм КБА-2 的存檔，存档日期2015-04-28.

## 外部連結
- （英文）—KBP Instrument Design Bureau—official site （页面存档备份，存于）
- （英文）—Army Guide—2A72, Gun （页面存档备份，存于）
- （英文）—weaponsystems.net－2A72 （页面存档备份，存于）
- （英文）—Production Association "Tulamashzavod" the official site English version－30-mm AUTOMATIC GUN 2A72